# Malenella nana
Malenella nana là một loài nhện trong họ Anyphaenidae.
Loài này thuộc chi Malenella. Malenella nana được miêu tả năm 1995 * bởi M. J. Ramírez.